# キャスター (バンド)
キャスター(Castor)は、アメリカのロックバンド。1994年にイリノイ州シャンペーンで結成。1995年にセルフタイトルアルバム『Castor』でデビュー。解散後の1998年に2ndアルバム『Tracking Sounds Alone』がリリースされた。
解散後、ギター／ボーカルのジェフ・ガーバーとベーシストのデレク・ニードリングハウスはザ・ビッグ・ブライト・ライツを結成しアルバム『Take Manhattan』をリリースした。ガーバーはその後ナショナル・スカイラインを結成し、ロックバンド・イヤー・オブ・ザ・ラビットにも加入した。
バンドは2018年に一時的に再結成し、セントルイスで行われたハムのライヴのオープニングアクトを務めた。

## 作品

### スタジオ・アルバム
- Castor （1995年）
- Tracking Sounds Alone （1998年）
- Everything 1994-1998 （2018年） ※コンピレーション・アルバム

### ライブ・アルバム
- The Basement Recordings: Live at Cicero's （1997年）

### シングル
- "Carnival/Miss Atlantic" （1997年）